# Roger Adams Award
Der Roger Adams Award der American Chemical Society ist ein seit 1959 zweijährlich vergebener Preis in Organischer Chemie. Er ist nach Roger Adams benannt. Der Preis ist mit 25.000 Dollar dotiert und mit einer Medaille verbunden.

## Preisträger
- 1959: Derek H. R. Barton
- 1961: Robert B. Woodward
- 1963: Paul D. Bartlett
- 1965: Arthur C. Cope
- 1967: John D. Roberts
- 1969: Vladimir Prelog
- 1971: Herbert C. Brown
- 1973: Georg Wittig
- 1975: Rolf Huisgen
- 1977: William Summer Johnson
- 1979: Melvin S. Newman
- 1981: Nelson J. Leonard
- 1983: Alan R. Battersby
- 1985: Donald J. Cram
- 1987: Jerome A. Berson
- 1989: George A. Olah
- 1991: Gilbert J. Stork
- 1993: Elias J. Corey
- 1995: Barry M. Trost
- 1997: K. Barry Sharpless
- 1999: Dieter Seebach
- 2001: Ryoji Noyori
- 2003: Albert Eschenmoser
- 2005: Jerrold Meinwald
- 2007: Samuel J. Danishefsky
- 2009: Andrew Streitwieser
- 2011: Robert H. Grubbs
- 2013: David A. Evans
- 2015: Larry E. Overman
- 2017: Hisashi Yamamoto
- 2019: Stephen L. Buchwald
- 2021: Kendall N. Houk
- 2023: Carolyn R. Bertozzi
- 2025: Eric N. Jacobsen[1]